# Championnats panaméricains d'escalade 2012
Navigation
Édition précédente Édition suivante
Les Championnats panaméricains d'escalade 2012 sont la deuxième édition des Championnats d'Europe d'escalade. Ils se déroulent à San Juan de Los Morros au Venezuela du 7 novembre 2012 au 11 novembre 2012.

## Podiums

### Hommes
| Épreuves   | Or                   | Argent                    | Bronze                |
| ---------- | -------------------- | ------------------------- | --------------------- |
| Difficulté | Sean McColl (CAN)    | Reinaldo Camacho (VEN)    | Manuel Escobar (VEN)  |
| Bloc       | Manuel Escobar (VEN) | Sean McColl (CAN)         | Mauricio Huerta (MEX) |
| Vitesse    | Manuel Escobar (VEN) | Leonel de Las Salas (VEN) | Josmar Nieves (VEN)   |

### Femmes
| Épreuves   | Or                    | Argent                  | Bronze                |
| ---------- | --------------------- | ----------------------- | --------------------- |
| Difficulté | Sasha DiGiulian (USA) | Francis Rodriguez (VEN) | Francis Guillen (VEN) |
| Bloc       | Sasha DiGiulian (USA) | Francesca Metcalf (USA) | Francis Guillen (VEN) |
| Vitesse    | Lucelia Blanco (VEN)  | Francis Guillen (VEN)   | Katy Goatache (VEN)   |